# Pamengger
Pamengger is een bestuurslaag in het regentschap Brebes van de provincie Midden-Java, Indonesië. Pamengger telt 4151 inwoners (volkstelling 2010).